# Allahmorad Zarrini
Allahmorad Zarrini (pers. الله مراد زرینی; ur. w 1963 roku) – irański zapaśnik w stylu wolnym.
Srebrny medalista igrzysk azjatyckich w 1986. Zdobył złoty medal na mistrzostwach Azji w 1988. Wojskowy mistrz świata z 1983 roku. Nie uczestniczył w igrzyskach w 1980 i 1984 roku, a także w wielu innych imprezach międzynarodowych z powodu ich bojkotu przez rewolucyjny rząd Iranu.